# Not to be or not to be!
Not to be or not to be! is het tweede studioalbum van Cliffhanger. Ze namen dit album op voor SI Music na het bescheiden succes van Cold steel. Voordat het album verscheen ging SI Music failliet. Het album kwam uit bij Musea Records, in de jaren 90 een label dat albums van allerlei progressieve rock-muzikanten uitbracht. Het album werd net als de voorganger opgenomen in de Studio Chateau in Tilburg.

## Musici
- Dick Heijboer – toetsinstrumenten
- Gijs Koopman – basgitaar, toetsinstrumenten, baspedalen, fluitje
- Rinie Huigen – zang, gitaar
- Hans Boonk – slagwerk, percussie
- Peter-Paul van Hest – spreekstem op Ragnarök

## Muziek
| Nr. | Titel                                              | Duur  |
| --- | -------------------------------------------------- | ----- |
| 1.  | Innocent victim (Koopman (muziek), Huigen (tekst)) | 13:06 |
| 2.  | Sewers (A.Above Koopman; B.Inside: Heijboer)       | 7:59  |
| 3.  | The artist (Huigen (muziek en tekst))              | 10:41 |
| 4.  | Ragnarök (Koopman (muziek), Huigen (tekst))        | 24:54 |
| 5.  | Moon (Heijboer)                                    | 16:27 |

Sewers is een instrumentale track; Moon is eveneens instrumentaal en bestaat grotendeels uit stilte.